# Turniej o Srebrny Kask 1971
Turniej o Srebrny Kask 1971 – rozegrany w sezonie 1971 turniej żużlowy z cyklu rozgrywek o „Srebrny Kask”. Wygrała 3 zawodników: Zenon Plech, Grzegorz Kuźniar i Zbigniew Marcinkowski – którzy zakończyli zmagania z takim samym dorobkiem punktowym.

## Wyniki finałów
Poniżej zestawienie czołowej piątki każdego z rozegranych 6 turniejów finałowych.

### I turniej
- 22 kwietnia 1971, Gdańsk

| Msc. | Zawodnik              | Klub                     | Pkt |  |  |
| ---- | --------------------- | ------------------------ | --- |  |  |
| 1    | Zbigniew Marcinkowski | Zgrzeblarki Zielona Góra | 15  |  |  |
| 2    | Zenon Plech           | Stal Gorzów Wlkp.        | 14  |  |  |
| 3    | Paweł Protasiewicz    | Zgrzeblarki Zielona Góra | 11  |  |  |
| 4    | Marek Cieślak         | Włókniarz Częstochowa    | 9   |  |  |
| 5    | Leszek Marsz          | Wybrzeże Gdańsk          | 8   |  |  |

### II turniej
- 13 maja 1971, Toruń

| Msc. | Zawodnik         | Klub              | Pkt |  |  |
| ---- | ---------------- | ----------------- | --- |  |  |
| 1    | Grzegorz Kuźniar | Stal Rzeszów      | 14  |  |  |
| 2    | Leszek Marsz     | Wybrzeże Gdańsk   | 11  |  |  |
| 3    | Bogusław Nowak   | Stal Gorzów Wlkp. | 11  |  |  |
| 4    | Janusz Plewiński | Stal Toruń        | 10  |  |  |
| 5    | Zenon Plech      | Stal Gorzów Wlkp. | 10  |  |  |

### III turniej
- 20 maja 1971, Częstochowa

| Msc. | Zawodnik              | Klub                     | Pkt  |  |  |
| ---- | --------------------- | ------------------------ | ---- |  |  |
| 1    | Grzegorz Kuźniar      | Stal Rzeszów             | 15   |  |  |
| 2    | Bogusław Nowak        | Stal Gorzów Wlkp.        | 13   |  |  |
| 3    | Marek Cieślak         | Włókniarz Częstochowa    | 11   |  |  |
| 4    | Zbigniew Marcinkowski | Zgrzeblarki Zielona Góra | 11   |  |  |
| 5    | b.d.                  | b.d.                     | b.d. |  |  |

### IV turniej
- 1 lipca 1971, Lublin

| Msc. | Zawodnik              | Klub                     | Pkt  |  |  |
| ---- | --------------------- | ------------------------ | ---- |  |  |
| 1    | Zenon Plech           | Stal Gorzów Wlkp.        | 12   |  |  |
| 2    | Zbigniew Marcinkowski | Zgrzeblarki Zielona Góra | 12   |  |  |
| 3    | Grzegorz Kuźniar      | Stal Rzeszów             | 11   |  |  |
| 4    | Janusz Plewiński      | Stal Toruń               | 11   |  |  |
| 5    | b.d.                  | b.d.                     | b.d. |  |  |

### V turniej
- 14 września 1971, Zielona Góra

| Msc. | Zawodnik              | Klub                     | Pkt |  |  |
| ---- | --------------------- | ------------------------ | --- |  |  |
| 1    | Zenon Plech           | Stal Gorzów Wlkp.        | 14  |  |  |
| 2    | Zbigniew Marcinkowski | Zgrzeblarki Zielona Góra | 13  |  |  |
| 3    | Janusz Plewiński      | Stal Toruń               | 13  |  |  |
| 4    | Andrzej Tkocz         | ROW Rybnik               | 12  |  |  |
| 5    | Bogusław Nowak        | Stal Gorzów Wlkp.        | 11  |  |  |

### VI turniej
- 23 września 1971, Rzeszów

| Msc. | Zawodnik              | Klub                     | Pkt |  |  |
| ---- | --------------------- | ------------------------ | --- |  |  |
| 1    | Zenon Plech           | Stal Gorzów Wlkp.        | 14  |  |  |
|      | Grzegorz Kuźniar      | Stal Rzeszów             | 14  |  |  |
|      | Zbigniew Marcinkowski | Zgrzeblarki Zielona Góra | 14  |  |  |
| 4    | Paweł Protasiewicz    | Zgrzeblarki Zielona Góra | 12  |  |  |
| 5    | Bogusław Nowak        | Stal Gorzów Wlkp.        | 11  |  |  |

## Klasyfikacja końcowa
Uwaga!: Odliczono dwa najgorsze wyniki.
| Poz | Zawodnik              | Klub                     | GDA | TOR | CZE | LUB | ZIE | RZE | Punkty |
| --- | --------------------- | ------------------------ | --- | --- | --- | --- | --- | --- | ------ |
| 1   | Zenon Plech           | Stal Gorzów Wlkp.        | 14  | 10  | 8   | 12  | 14  | 14  | 54     |
|     | Grzegorz Kuźniar      | Stal Rzeszów             | 7   | 14  | 15  | 11  | 7   | 14  | 54     |
|     | Zbigniew Marcinkowski | Zgrzeblarki Zielona Góra | 15  | 7   | 11  | 12  | 13  | 14  | 54     |
| 4   | Bogusław Nowak        | Stal Gorzów Wlkp.        | 7   | 11  | 13  | 6   | 11  | 11  | 46     |
| 5   | Janusz Plewiński      | Stal Toruń               | 6   | 10  | 9   | 11  | 13  | –   | 43     |
| 6   | Paweł Protasiewicz    | Zgrzeblarki Zielona Góra | 11  | 6   | 8   | 7   | 8   | 12  | 39     |
| 7   | Marek Cieślak         | Włókniarz Częstochowa    | 9   | 6   | 11  | 7   | –   | –   | 33     |
|     | Benedykt Kosek        | Polonia Bydgoszcz        | 7   | 7   | 8   | 8   | –   | 10  | 33     |
| 9   | Leszek Marsz          | Wybrzeże Gdańsk          | 8   | 11  | 2   | 7   | 2   | 1   | 28     |
| 10  | Andrzej Tkocz         | ROW Rybnik               | 8   | 2   | 4   | –   | 12  | –   | 26     |
| 11  | Marian Wardzała       | Unia Tarnów              | –   | 5   | –   | 8   | 6   | 6   | 25     |
| 12  | Henryk Golec          | Kolejarz Opole           | 8   | 4   | 3   | 0   | 3   | –   | 18     |
| 13  | Franciszek Stach      | Kolejarz Opole           | 0   | 6   | 2   | 0   | 3   | –   | 11     |

| Kolor    | Wynik      |
| -------- | ---------- |
| Złoty    | Zwycięzca  |
| Srebrny  | 2. miejsce |
| Brązowy  | 3. miejsce |
| Limanowy | 4. miejsce |
| cyjan    | 5. miejsce |